# Ana Fortin
Ana Fortin (sinh ngày 2 tháng 2 năm 1972) là một vận động viên bơi lội người Honduras. Bà đã tham dự Thế vận hội Mùa hè 1988 và Thế vận hội Mùa hè 1992.